# 袁定阳
袁定阳（1970年3月14日—），袁隆平第三子，中国大陆农学家，广西大学、湖南农业大学和香港中文大学肄业，现在是杂交水稻国家重点实验室副主任、湖南杂交水稻研究中心和湖南农业大学研究员。

## 生平
1970年3月14日出生。1990年，袁定阳考入广西农业大学（今广西大学），学习农学专业，1994年毕业后进入湖南杂交水稻研究中心工作，直到1999年。1996年，袁定阳考入湖南农业大学，学习作物遗传育种专业，1998年取得硕士学位。2001年，袁定阳进入香港中文大学学习分子生物学专业学习，取得博士学位。毕业后，袁定阳在香港中文大学生物学从事博士后工作。2008年起，袁定阳先后出任湖南杂交水稻研究中心副研究员、研究员。现在是杂交水稻国家重点实验室副主任。

## 家族
- 父亲：袁隆平
- 母亲：邓则
- 大哥：袁定安
- 二哥：袁定江
- 妻子：段美娟，湖南农业大学副校长[3]
- 女儿：袁有清、袁有明（袁隆平取名，清代表雨水、明代表阳光）[3]